# Seseli betpakdalense
Seseli betpakdalense är en flockblommig växtart som beskrevs av M.S. Bajtenov. Seseli betpakdalense ingår i släktet säfferötter, och familjen flockblommiga växter. Inga underarter finns listade i Catalogue of Life.